# Themus kazuoi
Themus kazuoi là một loài bọ cánh cứng trong họ Cantharidae. Loài này được Ohbayashi & Ohbayashi miêu tả khoa học năm 1965.